# Vlag van New Hampshire
De vlag van New Hampshire bestaat uit het staatszegel op een blauwe achtergrond. Het zegel wordt omringd door laurier en negen sterren, die symboliseren dat New Hampshire als negende staat de Amerikaanse grondwet ondertekende.
Het zegel toont het fregat U.S.S. Raleigh, dat in 1776 in Portsmouth gebouwd werd als een van de eerste dertien schepen van de Amerikaanse marine. Dit schip werd in 1778 door de Britten veroverd en door hun marine in gebruik genomen.
De vlag werd aangenomen op 1909. In 1931 werd het zegel (en dus de vlag) enigszins gewijzigd.
|  | Vexillologisch symbool voor een buiten gebruik gestelde vlag |